# 吳瓊 (嘉靖進士)
吳瓊（1498年—？），字德輝，號竹墩，直隸徽州府祁門縣墩上（今金字牌镇莲花塘村）人，民籍，明朝政治人物。

## 生平
嘉靖十三年（1534年）甲午科應天府鄉試第五十六名舉人。嘉靖十四年（1535年）联捷乙未科會試第五十四名，登第三甲第九十四名進士。初授宜春县知县，十七年任南昌县知县。十九年十月选授南京湖广道試御史，二十一年三月實授，历官浙江溫州府知府，性贪畏内。告老归乡后，结庐墩上，并在庐旁栽植绿竹，号“竹墩”。后人就将此地称“墩上”。

## 家族
曾祖吳敬宗；祖父吳信，曾任知縣；父吳文教，母許氏。永感下。